# IV (álbum de Veruca Salt)
IV es el cuarto álbum de estudio de la banda Americana de rock alternativo Veruca Salt, que fue lanzado el 12 de septiembre de 2006 en Estados Unidos, y el 25 de septiembre del mismo año en Australia.

## Lista de canciones
1. "So Weird" (Fitzpatrick, Post)
2. "Centipede" (Fitzpatrick, Post)
3. "Innocent" (Fitzpatrick, Post)
4. "Circular Trend" (Post)
5. "Perfect Love" (Post)
6. "Closer" (Fitzpatrick, Post, Stack)
7. "Sick As Your Secrets" (Fitzpatrick, Post)
8. "Wake Up Dead" (Post)
9. "Damage Done" (Post)
10. "Blissful Queen" (Post)
11. "The Sun" (Fitzpatrick, Post)
12. "Comes And Goes" (Post)
13. "Save You" (Fitzpatrick, Post)
14. "Salt Flat Epic" (Liesegang, Post)
15. "Blood On My Hands" (Lanzado sólo en Japón)
16. "For Days" (Lanzado sólo en Japón)

## Personal
- Louise Post - voz, guitarras, percusión, producción
- Stephen Fitzpatrick - guitarras, mellotron
- Kellii Scott - drums, percussion
- Matt Walker - percusión, batería
- Nicole Fiorentino - bajo
- Solomon Snyder - bajo
- Paul Wiancko - chelo
- Jonny Polonsky - piano
- Rae DeLio - producción, ingeniería, mezclador
- David Cheppa - mastering
- Tony Shanks - diseñador y director de arte
- Tate Wittenberg - fotografía
- Claire Coleman - make-up